# Elend (Harz)
Elend ist ein Ortsteil der Stadt Oberharz am Brocken im Landkreis Harz in Sachsen-Anhalt.

## Geographische Lage
Elend liegt im Harz (Hochharz) im Naturpark Harz/Sachsen-Anhalt etwas außerhalb des Nationalparks Harz. Es befindet sich südlich vom Hohnekamm mit dem Erdbeerkopf, südöstlich des Barenbergs und nordnordwestlich vom Rauhen Jakob auf etwa 480 bis 525 m ü. NN im Tal der Kalten Bode, das nördlich des Dorfs Elendstal genannt wird und als Naturschutzgebiet ausgewiesen ist. Dort befindet sich auch die Fichte Talwächter, die Teil eines Naturdenkmals ist. Etwa 3 km westlich der Ortschaft liegt das Naturschutzgebiet Kramershai und in südlichen Richtungen erstrecken sich Teile des Naturschutzgebiets Harzer Bachtäler. Das nordnordwestliche Nachbardorf ist Schierke.

### Ortsgliederung
Neben dem Hauptort gehören auch die Wohnplätze Mandelholz und Wietfeld zu Elend.

### Klima

Niederschlagsdiagramm

Der Jahresniederschlag beträgt 1116 mm und liegt damit im oberen Drittel der von den Messstellen des Deutschen Wetterdienstes erfassten Werte. Über 90 % zeigen niedrigere Werte an. Der trockenste Monat ist der September; am meisten regnet es im Dezember. Im niederschlagreichsten Monat fällt ca. 2,1-mal mehr Regen als im trockensten Monat. Die jahreszeitlichen Niederschlagschwankungen liegen im oberen Drittel. In über 91 % aller Orte schwankt der monatliche Niederschlag weniger.

## Wirtschaft und Infrastruktur

### Wirtschaft
In dem Ort stehen mehrere Übernachtungsmöglichkeiten zur Verfügung.

### Verkehr
Der Ort liegt an der B 27 und an der Harzquerbahn.

## Geschichte

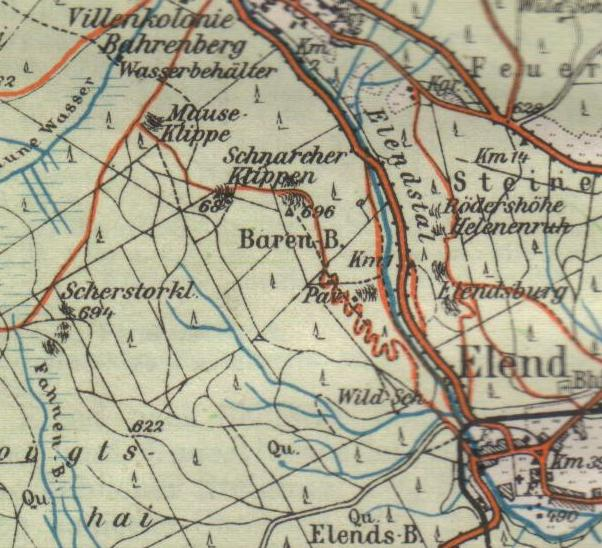
Karte der Gegend zwischen Schierke und Elend (1912)

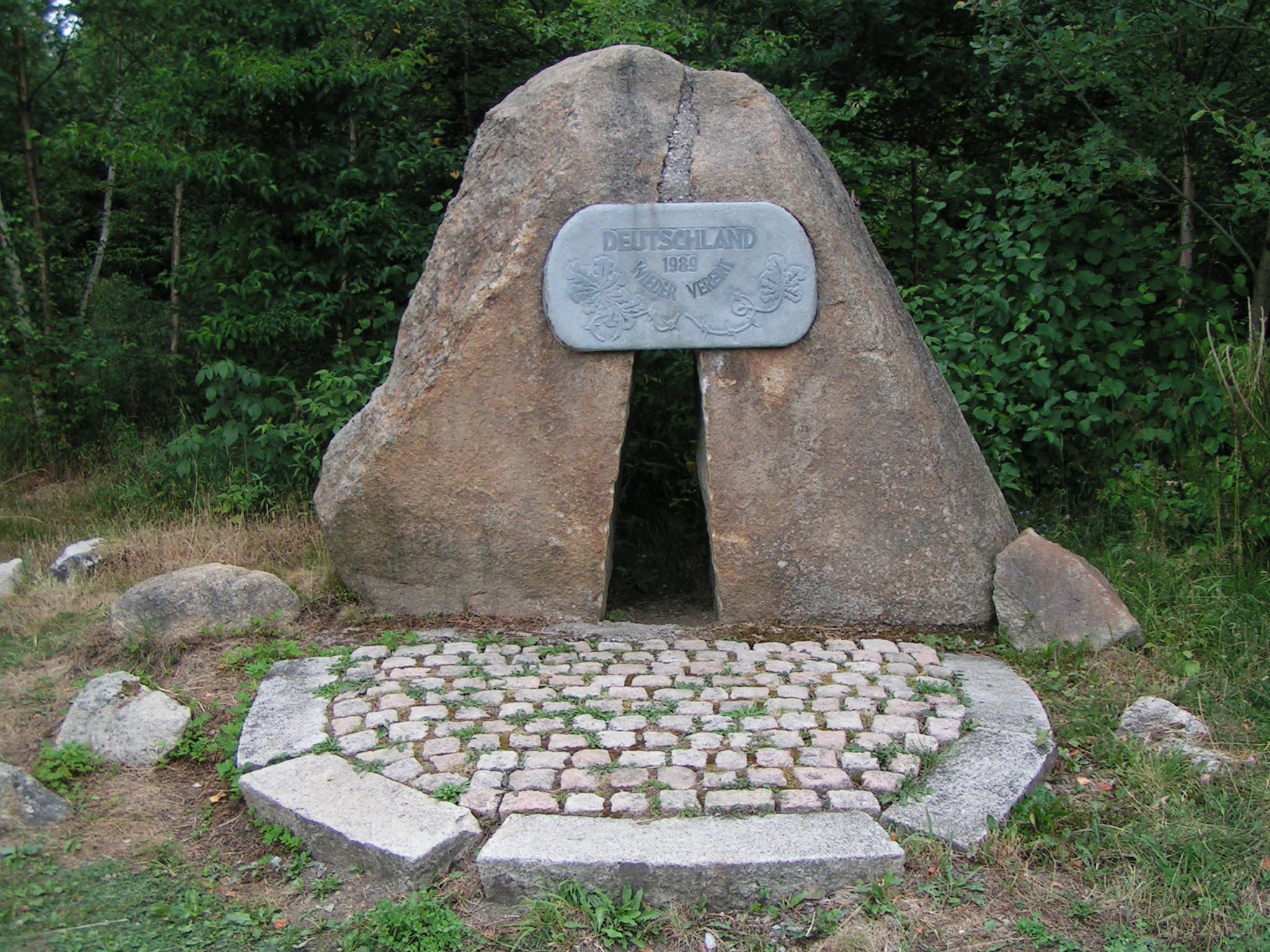
Mahnmal zur deutschen Teilung und Wiedervereinigung an der innerdeutschen Grenze unmittelbar neben der B 27 zwischen Elend und Braunlage

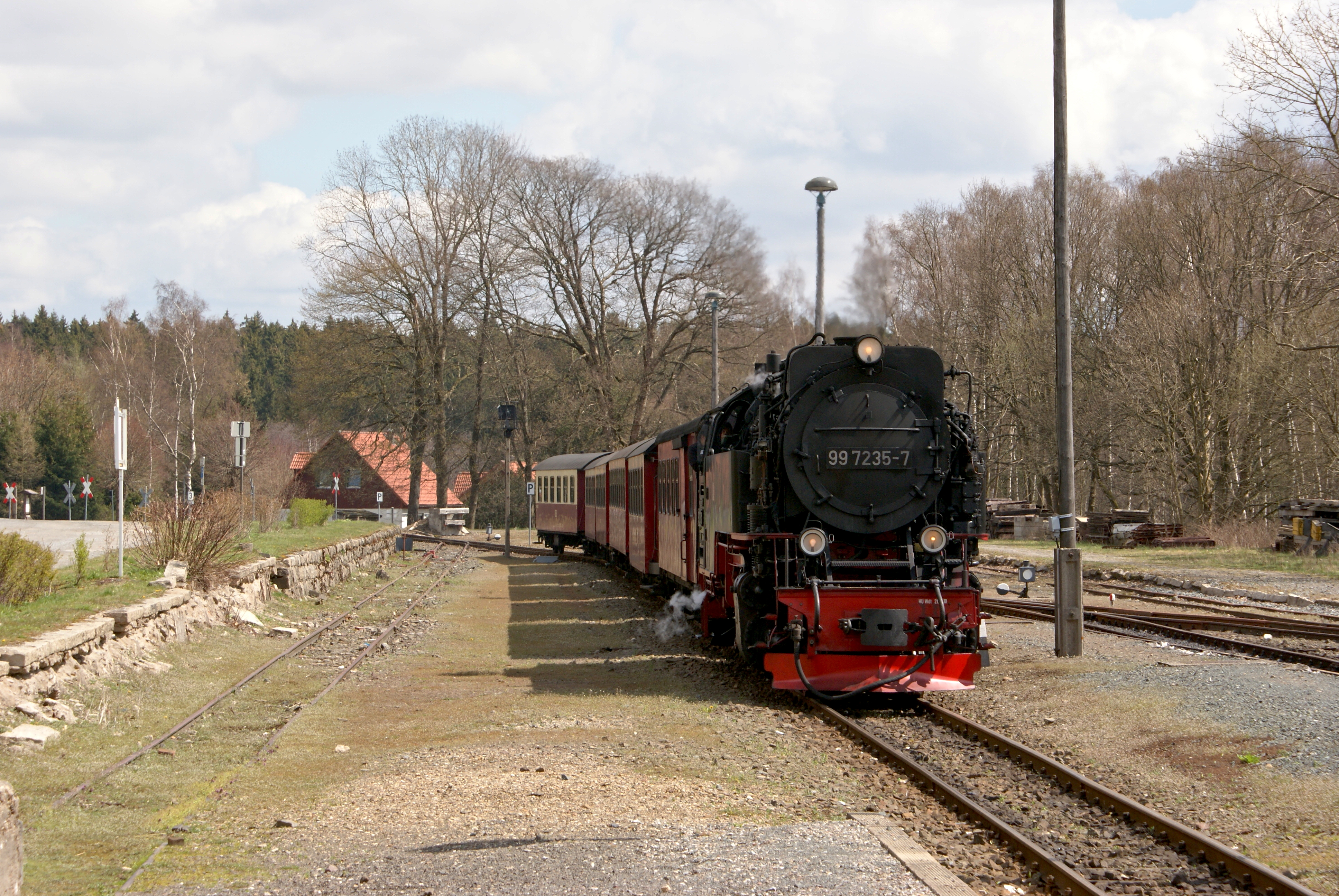
Harzquerbahn bei der Einfahrt in Elend

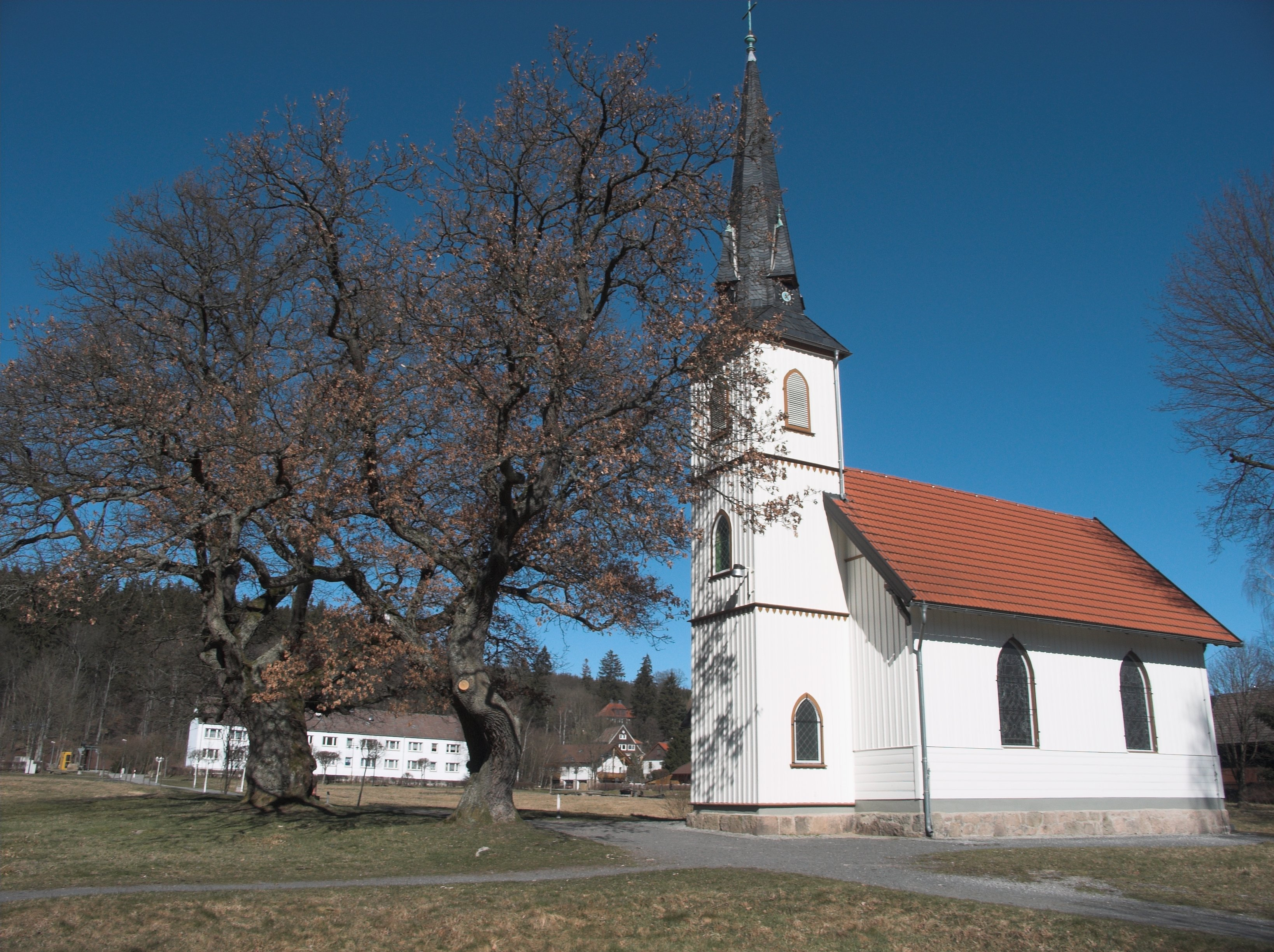
Kleinste Holzkirche Deutschlands

Die Flurbezeichnung unter dem elendischen Wege wird für 1483 erstmals erwähnt. In einer Vogteirechnung des Amtes Elbingerode (Harz) von 1506/07 ist dann unter Einnahmen verzeichnet: Innome von der Sagemoln zum Elende deß Forst XII Mar[k]. Vieles deutet darauf hin, dass diese Sägemühle bereits einige Zeit zuvor bestanden hat.
Nicht erst die Errichtung einer Eisenhütte im ausgehenden 18. Jahrhundert führte zur Entstehung der kleinen Siedlung Elend. Bereits 1619 haben Hauß und Hof auf dem Elende im Hartze bestanden, die sich im Besitz des Elbingeröder Amtsinhabers Statius von Münchhausen befanden. Dieser verkaufte jenes Haus nebst Hof und dem daran gelegenen Wiesenplatz für 200 Taler an seinen treuen Diener Sander Bräutigam von der Erichsburg. Dieser Bräutigam wird später als Förster bezeichnet. Er durfte hier Kühe und Rinder halten, Bier brauen und an Passanten ausschenken. Außer diesem Forsthaus, das auch als Meierei genutzt und so bezeichnet wurde, muss auch die Sägemühle weiterhin bestanden haben. 1731 wird diese grundlegend instand gesetzt, weil die Ehlendsche Sagemühle wegen derer nach St. Andreasberge aljährlich destinirten Bloche im Stande gehalten werden muß.
Im Verlaufe des 18. Jahrhunderts finden sich immer wieder Angaben über Reparaturen an dieser Sägemühle. Das Forsthaus Elend wechselte 1763 von der Familie Theuerkauf, die die Nachkommen Bräutigams waren, in den Besitz des Försters Johann Dietrich Führer, der sein Haus nebst Zubehör zwischen November 1787 und Februar 1788 an den hannoverschen Staat verkaufte. Im Laufe des Jahres 1781 wurde dann mit dem Bau eines neuen Hüttenwerkes in Elend begonnen, das unweit des bisherigen Försterhauses entstand. Die erste Schule entstand 1796. 1818 wurde der Hochofen wieder abgerissen, und 1863 wurde die Eisenhütte ganz stillgelegt, wodurch die Hüttenwerker arbeitslos wurden und die Einwohnerzahl rapide sank. Ihre einzige Erwerbsquelle war danach die Forstwirtschaft.
Als Teil des Amts Elbingerode gehörte Elend ab 1705 zu Hannover und zwischen 1807 und 1813 zum Königreich Westphalen (Kanton Elbingerode im Distrikt Blankenburg des Departements der Saale). Durch die Bestimmungen des Wiener Kongresses kamen die Orte des Amts Elbingerode im Jahr 1814 als Exklave zum Königreich Hannover, das 1866 als Provinz Hannover in das Königreich Preußen eingegliedert wurde. Im Zuge der Einführung der Kreisverfassung 1885 ging das Amt Elbingerode im Kreis Ilfeld auf, zu dem nun auch Elend gehörte.   
Die Kirche wurde vor 1897 errichtet, 1924 das zentral im Ort stehende Kriegerdenkmal Elend. Nach dem Ersten Weltkrieg kam mit dem Fremdenverkehr ein neuer Wirtschaftszweig hinzu. 1925 gab es im Sommer schon 31.550 Übernachtungen. Bereits seit 1899 fuhr die Harzquerbahn, und 1928 wurde eine Straße nach Schierke und Wernigerode gebaut (Feuersteinstraße). 1933 wurde ein Waldbad eröffnet. Bereits am 1. Oktober 1932 wurde der Kreis Ilfeld aufgelöst und sein Gebiet der preußischen Provinz Sachsen zugeordnet. Elend als Teil des ehemaligen Amtes Elbingerode kam dadurch zum Landkreis Wernigerode im Regierungsbezirk Magdeburg, der ab 1944 in der Provinz Magdeburg lag. Die kirchliche Zugehörigkeit zur Evangelisch-lutherischen Landeskirche Hannovers endete erst mit der Auflösung des Konsistorialbezirks Ilfeld und dessen Eingliederung in die Evangelische Kirche der Kirchenprovinz Sachsen am 1. Januar 1982. Auf dem Friedhof findet sich eine Kriegsgräberstätte für eine große Anzahl im April 1945 gefallener deutscher Soldaten. Von 1945 bis 1948 amtierte Heinrich Clausen als Bürgermeister des Orts. 
Nach Kriegsende gehörte Elend ab 1945 zur Sowjetischen Besatzungszone, seit 1947 zum Land Sachsen-Anhalt und seit der Verwaltungsreform von 1952 zum Kreis Wernigerode im Bezirk Magdeburg. 
Nach der am 26. Mai 1952 von der DDR-Regierung erlassenen „Verordnung über Maßnahmen an der Demarkationslinie zwischen der DDR und den westlichen Besatzungszonen Deutschlands“ gelangte Elend in die 5 km breite Sperrzone im Bereich der innerdeutschen Grenze und war somit auch vom übrigen Gebiet der DDR weitgehend abgeschnitten. Nichteinwohner konnten in Elend lebende Verwandte nur mit einem Passierschein besuchen. Die Restriktionen des Sperrgebietes hatten auch Einfluss auf den Fremdenverkehr. 
Bis 1990 kam es bei Elend zu tödlich verlaufenden Versuchen zur Flucht aus der DDR. So starben 1964 Peter Müller und 1966 Klaus Schaper in der Nähe des Orts. Jürgen Hainz versuchte 1971 zu flüchten. Er wurde angeschossen und starb 1972 in einem Krankenhaus. 
Die Bezirksverwaltung Magdeburg des Ministeriums für Staatssicherheit (MfS) unterhielt in Elend ein Erholungsheim für hauptamtliche Mitarbeiter und deren Familien. 
Drei Tage nach dem Berliner Mauerfall  wurde die Grenze am 12. November 1989 an der Fernverkehrsstraße 27 (heute B 27) zwischen Elend und Braunlage geöffnet. Daran erinnern das Grenzdenkmal Elend und eine zum 20. Jahrestag der Grenzöffnung im Rahmen des Geschichtsprojektes Brocken-Erklärung der Verkehrsministerkonferenz errichtete Gedenktafel. Auf ihr sind Datum und Uhrzeit der Grenzöffnung festgehalten.
Elend gehörte zum sachsen-anhaltischen Landkreis Wernigerode bis dieser im Jahr 2007 im Landkreis Harz aufging.
Am 1. Januar 2010 schloss sich die Gemeinde Elend mit den Gemeinden Sorge, Stiege und Tanne sowie den Städten Elbingerode, Hasselfelde und Benneckenstein zur Stadt Oberharz am Brocken zusammen.
Entwicklung der Einwohnerzahl:
- 1800: 0150
- 1890: 01897
- 2003: 0632 (30. Juni)

## Wappen und Flagge
Blasonierung: „In Rot eine silberne Spitze belegt mit einer aus grünem gewölbtem Schildfuß wachsenden Tanne.“
Die Gemeinde Elend führt gemäß ihrer Hauptsatzung (§ 2 Abs. 1) ein Wappen. Der Magdeburger Kommunalheraldiker Jörg Mantzsch gestaltete es nach einem früheren Dienstsiegel und führte es 1996 ins Genehmigungsverfahren.
Die Flagge der ehemaligen Gemeinde ist laut Satzung grün-weiß, belegt mit dem Wappen.

## Persönlichkeiten
- Friedrich Krebs (1832–1905), erster Stammapostel der Neuapostolischen Kirche
- Eberhard Gieseler (1909–1977), Schauspieler, Regisseur und Intendant
- Hartmut Esser (* 1943), Soziologe, Professor an der Universität Mannheim

Der Landrat Friedrich Boehm verstarb im Jahr 1906 im Ort. In der Gemarkung Elends wurde 1922 der Wilderer Wilhelm Mückenheim erschossen. Der Wildererstein erinnert an ihn. 1943 hielt sich der Schriftsteller Wolfgang Borchert längere Zeit in einem Lazarett in Elend auf. Der mehrfache DDR-Meister im Skilanglauf und Olympiateilnehmer Karsten Brandt (* 1958) verbrachte seine Kindheit in Elend.
1777 weilte Goethe in Elend, um seine Abhandlungen über Granit zu schreiben. Er war von der Gegend so beeindruckt, dass er sie in die Walpurgisnachtszene seines Faust I einbrachte.
Wilhelm Raabe ließ seine Erzählung Else von der Tanne in Elend zur Zeit des Dreißigjährigen Kriegs spielen.

## Kultur
In Elend gibt es mehrmals jährlich Großveranstaltungen: die Oberharzer Silvestergaudi, das traditionelle Skijöring, das Festival Rocken am Brocken sowie das Waldbad- und Schützenfest.